# U 562
U 562 war ein deutsches Unterseeboot des Typs VII C, auch „Atlantikboot“ genannt. Es wurde durch die Kriegsmarine während des U-Boot-Krieges im Nordatlantik und im Mittelmeer eingesetzt.

## Geschichte

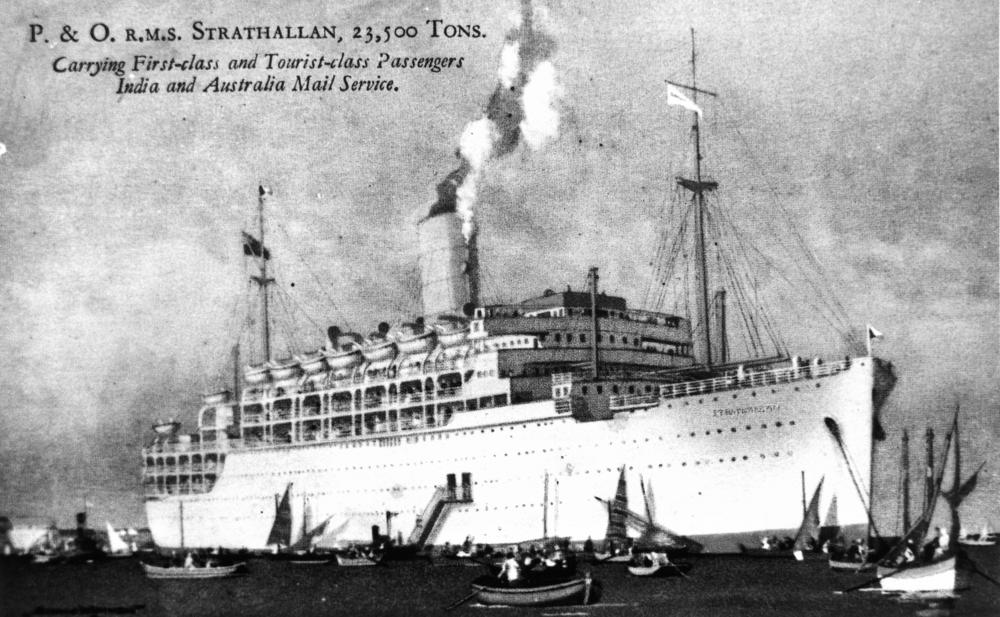
Die Strathallan vor ihrem Einsatz als Truppentransporter

Unter Kommandant Collmann absolvierte U 562 zunächst zwei Patrouillen im Nordatlantik. Auf seiner zweiten Feindfahrt mit diesem Boot unternahm Kommandant Hamm Ende November 1941 einen Gibraltardurchbruch. Ab diesem Zeitpunkt fuhr U 562 im Mittelmeer.

### Geleitzugschlacht
Mitte Dezember 1942 attackierte U 562 den Geleitzug KMF 5 und beschädigte nach Abschuss eines Torpedofächers ein britisches Passagierschiff, das am folgenden Tag sank. An Bord befanden sich über 5000 Menschen, größtenteils Angehörige der britischen und amerikanischen Streitkräfte. Bei diesem Angriff kamen 16 Menschen ums Leben   
- 21/22. Dezember 1942 britisches Passagierschiff Strathallan mit 23.772 BRT versenkt (Lage)

### Versenkung

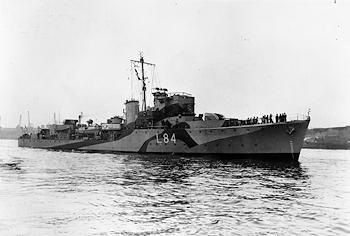
Die Hursley versenkte U 562

Eine britische Vickers Wellington entdeckte das in Sehrohrtiefe auf einen Geleitzug operierende U 562 am 19. Februar und attackierte das Boot erfolglos mit Wasserbomben. Die Meldungen des Bombers führten zwei Zerstörer, die Hursley und die Isis heran. An der Stelle, an der das U-Boot gesichtet worden war, hatte der Bomber zwei schwimmfähige Rauchbomben abgeworfen, die den Zerstörern die Suche erleichterten. Obwohl die Isis als erstes im entsprechenden Gebiet eintraf, stellte erst die Hursley eine Stunde nach Erreichen der markierten Stelle einen Sonarkontakt zum deutschen U-Boot her. Im Verlauf der Jagd auf U 562 feuerten die beiden Zerstörer insgesamt 59 Wabos ab. Neben mehrmaligem Sonarkontakt kam es auch zu einem Sichtkontakt mit dem deutschen U-Boot, als U 562 einmal kurz auftauchte. Von den Zerstörern aus konnte klar erkannt werden, dass der Turm des U-Bootes eingedrückt war. Als U 562 wieder unter Wasser ging, tauchte es direkt in eine Wabo-Salve hinein. Ab diesem Zeitpunkt gab es keinen Kontakt mehr zu dem U-Boot. Die Versenkung des deutschen U-Bootes schrieb die britische Admiralität den beiden Zerstörern und der Wellington zu.